# Wapen van Made en Drimmelen
Het wapen van Made en Drimmelen was het gemeentelijke wapen van de Noord-Brabantse gemeente Made en Drimmelen. De gemeente werd in 1997 opgeheven vanwege een gemeentelijke fusie in de provincie, hierdoor kwam ook het wapen te vervallen. De nieuw ontstane gemeente Made, een jaar later hernoemd naar Drimmelen, heeft pas in 2024 een nieuw wapen verleend gekregen.

## Geschiedenis
De gemeente Made was per 9 oktober 1795 losgemaakt van de gemeente Geertruidenberg en 1 januari 1811 uitgebreid met het dorp Drimmelen, waardoor de gemeente Made en Drimmelen ontstond. De inwoners van Made voelden zich met de komst van de Fransen "bevrijd" omdat de wens van een zelfstandige gemeente al lange tijd bestond.
Het wapen heeft twee versies gekend, het eerste wapen kwam in zijn geheel terug in het tweede wapen. Het eerste wapen stamt uit de tijd van de Bataafse Republiek en werd na het stichten van het Soeverein Vorstendom der Verenigde Nederlanden behouden. Bij de latere oproep door koning Willem I werd verzocht het Bataafse wapen als gemeentelijk wapen te erkennen. Er is voor dit wapen gekozen omdat gedurende de Franse overheersing Made een eigen gemeente is geworden.
Het wapen is in 1947 aangepast door toevoeging van drie zilveren kruisjes op een zwart veld dat het oude wapen van de heerlijkheid Drimmelen is.

## Blazoenen

### Eerste blazoen
In het register van de Hoge Raad van Adel is geen tekst opgenomen, er is wel een tekening opgenomen. Het getekende wapen is op 16 juli 1817 aan de gemeente Made en Drimmelen toegekend. Een eventuele tekst zou als volgt kunnen luiden:
In azuur een lictorenbundel, door linten samengebonden, door welke bundel is gestoken een staf met dwarsvoetje, de staf gedekt door een vrijheidsmuts; alles vergezeld van 2 eiketakken achter de stafvoet door een lint tezamen gebonden, alles van goud.
Het schild is geheel blauw van kleur, de voorstelling is geheel van goud; de zogenaamde rijkskleuren. De voorstelling toont een lictorbundel de kruisjes op de bundel zijn de linten waarmee de bundel is vastgebonden. Tussen de voet van de bundel en de voet van de staf waar de bundel om vastgebonden is staan twee eikentakken als een lauwerkrans om de bundel. Boven op de staf, boven de bundel, een vrijheidsmuts.

### Tweede blazoen
Op 17 februari 1947 kreeg de gemeente een nieuw wapen. Hierbij kwam het volgende beschrijving:
Gedeeld: I in lazuur een Oud-Romeinse lictorenbundel, boven en onder kruiselings en in het midden horizontaal door een lint tezamen gehouden, door welken bundel is gestoken een staf met dwarsvoetje, waarop een Phrygische muts is geplaatst, alles vergezeld van 2 eiketakken, achter den stafvoet door een lint tezamen gebonden en alles van goud, II in sabel 3 St.Andries-kruizen van zilver, 2 en 1.
Het schild is verticaal gedeeld. Het eerste deel, rechts (voor de kijker links) is gelijk aan het oude wapen. Het tweede deel is zwart van kleur met daarop drie zilveren kruizen. Bovenin twee en onderin een.

## Verwante wapens
De volgende wapens zijn verwant aan het wapen van Made en Drimmelen:

Het wapen van Bergen op Zoom
Het wapen van Besoijen
Het wapen van Breda
Het wapen van Cromstrijen
Het wapen van Dinteloord
Het wapen van Grote Lindt
Het wapen van Klaaswaal
Het wapen van Kleine Lindt
Het wapen van Klundert
Het wapen van Numansdorp
Het wapen van Willemstad
Het wapen van Westmaas
Het wapen van Zevenbergen
Wapen van heerlijkheid Drimmelen